# Église Santa Maria la Scala
L'église Santa Maria la Scala est une église baroque de Naples située sur la Piazzetta du même nom.

## Histoire et description
Elle a été construite en 1054, lorsque les marchands de la ville de Scala, dans la péninsule de Sorrente, commerçaient avec les Napolitains, et se virent ainsi accorder un terrain, alors à l'extérieur des murs de la ville, pour ériger un complexe d'église. Au XVe siècle, l'église se trouvait à l'intérieur des murs de la ville. À mesure que le commerce entre Naples et Scala diminua, l'église tomba en désuétude. L'église fut reconstruite aux XVIIe et XVIIIe siècles pour abriter diverses confréries laïques et religieuses. L'intérieur est décoré dans un style baroque élaboré. Au XIXe siècle, l'église fut restaurée par l'architecte Francesconi, et l'intérieur  redécoré par Lorenzo de Caro. Parmi les personnes enterrées dans l'église se trouvent des hommes fidèles à la monarchie des Bourbons, qui furent arrêtés le 13 juin 1799 et exécutés le lendemain dans le bois de Capodimonte par un peloton d'exécution mis en place par la République napolitaine. Les exécutés étaient Antonio di Lieto, Carloantonio Genovese, Saverio Greco, Carmine Ruggiero, Antonio Russo et Francesco Vigliotto.
Parmi les décorations intérieures se trouvent des peintures de l'école de Francesco Solimena. À côté de la sacristie se trouve un retable représentant saint Matthieu d'Antonio Pascucci. Les toiles des deuxième et troisième chapelles à droite, représentant des Madones avec  les saints François et Jean-Baptiste, et avec  les saints Antoine et Philippe, ont été peintes par Nicola de Mattheis. La troisième chapelle abrite une toile représentant la Résurrection de Paolillo, élève d'Andrea Sabatini. La première chapelle à droite possède un Saint Antoine de l'école de Massimo Stanzione.

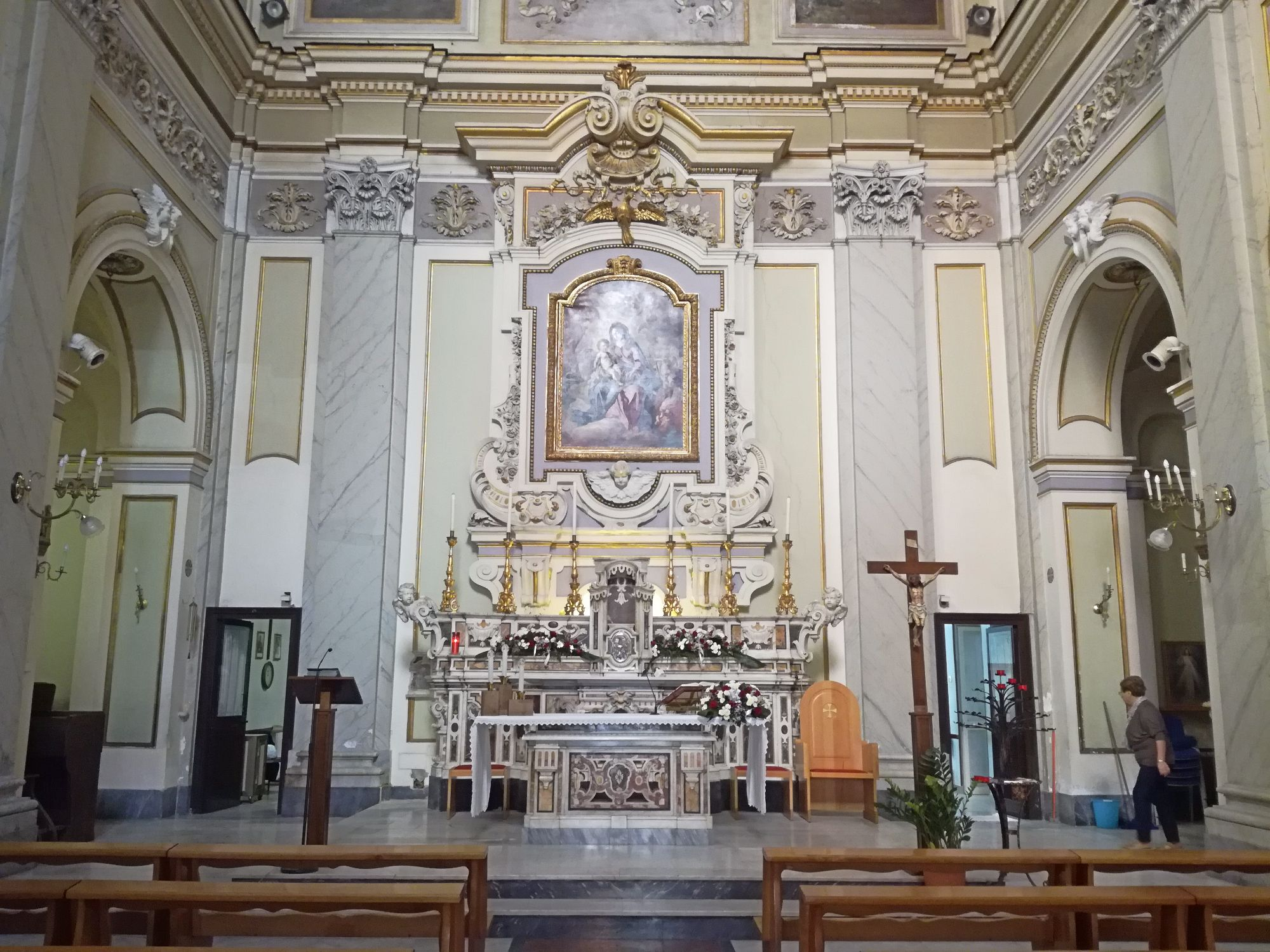
Mâitre-autel.
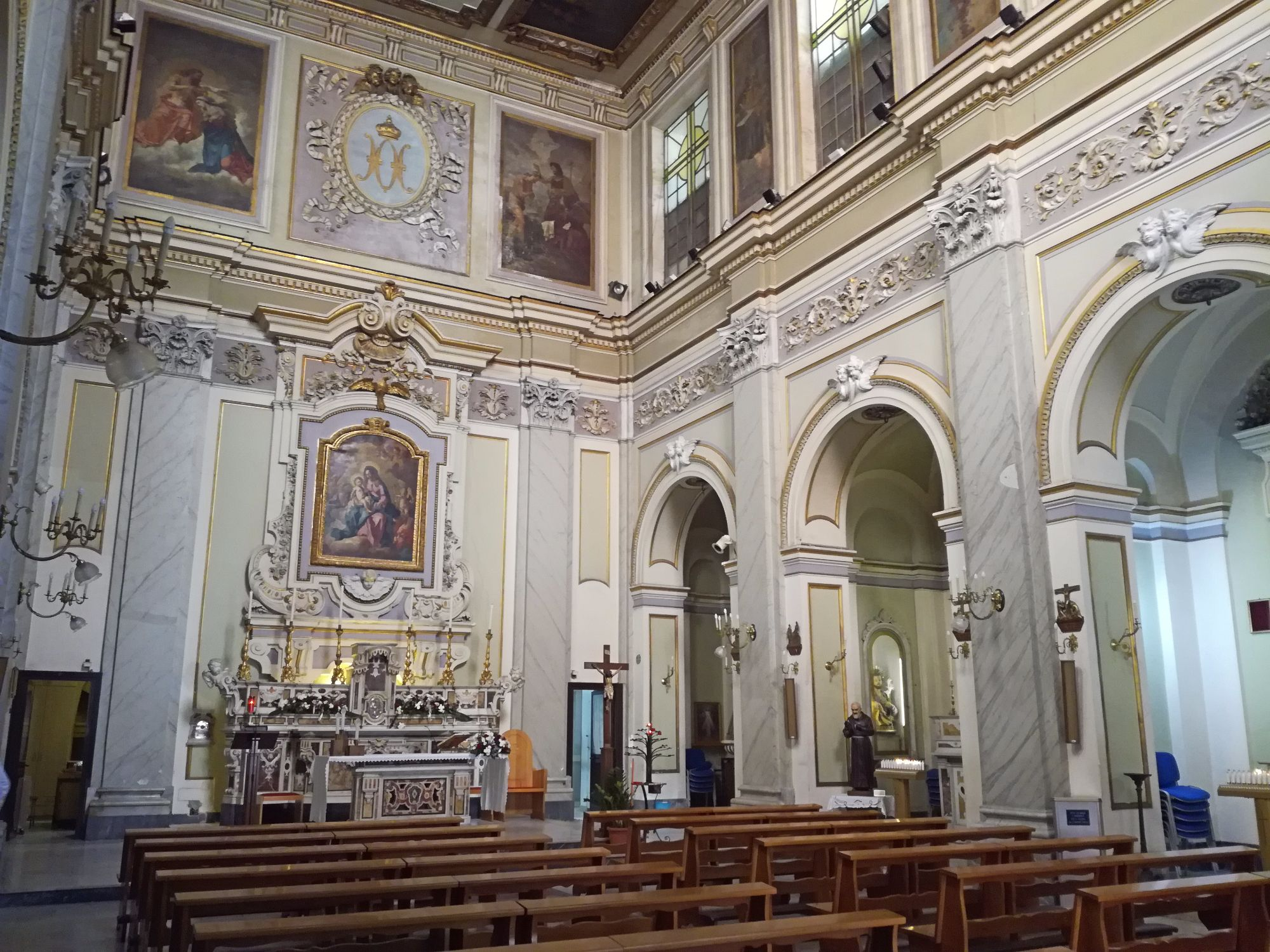
Intérieur.